# Acidops
Acidops is een geslacht van kreeftachtigen uit de klasse van de Malacostraca (hogere kreeftachtigen).

## Soorten
- Acidops cessacii (A. Milne-Edwards, 1878)
- Acidops fimbriatus Stimpson, 1871